# 寛慶
寛慶（かんけい、寛徳元年（1044年）- 保安4年11月3日（1123年11月22日））は、平安時代後期の天台宗の僧侶。右大臣藤原俊家の三男。母は藤原季範の娘。

## 生涯
慶範・広算・賢暹らに教えを受け、寛治5年（1091年）に法眼に叙され、比叡山無動寺にある大乗坊に居住した。康和年間以降、藤原忠実の元に出入りして、病気平癒など各種の祈祷を行う。
天仁元年（1109年）に無動寺管領・多武峰座主に任じられ、天永2年（1111年）には権大僧都に叙される。この年の10月に延暦寺の悪僧の行動に対して白河法皇から解決策を求められた天台座主の仁豪が治安の安定化策を進め、これを受けた大衆が「悪事の停止」に関する奏状を法皇に提出したところ、無動寺を代表する寛慶は奏状への署名を拒否して白河法皇に対して異論を提出した。その後、座主・僧綱らの会議でも座主が責任をもって綱紀粛正を図るために権力を集中させようとする仁豪と東塔・西塔・横川・無動寺がそれぞれの責任で綱紀粛正を行うべきだとする寛慶が対立した。永久元年（1113年）には法性寺座主に任ぜられる。この年、延暦寺の大衆が清水寺を破却し、興福寺の僧兵が抗議の強訴を行った永久の強訴が行われ、興福寺側から事件の張本人として天台座主の仁豪とともに寛慶の配流が求められたが、平忠盛らの活躍で興福寺の強訴は鎮圧された。ところが、寛慶は清水寺の破壊の責任は仁豪にあると主張して天台座主の辞任を求め、これに同調した大衆が強訴を起こしたものの平忠盛ら検非違使によって追い返された。その後も仁豪の命令に従わず、翌永久2年（1114年）7月には大衆同志の衝突が起きたため、仁豪が寛慶による座主職奪取の企てであると白河法皇に訴えている。にもかかわらず、同年12月には法成寺の権別当に起用され、永久4年（1116年）には正式な別当となった。その後、保安元年（1120年）に僧都に叙されると、翌保安2年10月6日（1121年11月17日）、仁豪に代わって天台座主に任じられ、同時に権僧正に任ぜられた。だが、翌保安3年（1122年）8月には延暦寺と園城寺の対立の際の対応を巡って今度は根本中堂の大衆が寛慶を襲撃したため、比叡山を一時退去するも10月には帰山した。保安4年（1123年）に天台座主在位のまま死去した。
門人には、寛慶から無動寺を継承し、後に青蓮院門跡の師とされる天台座主行玄がいる。なお、青蓮院門跡の成立そのものが、寛慶と仁豪の対立が法流間の対立として教学・施設・大衆とともに弟子達に引き継がれ、やがて法流のトップに法親王などの貴種を入れることによって確立されたと言う背景があったと考えられている。